# Syracuse (Missouri)
Syracuse – miasto w Stanach Zjednoczonych, w stanie Missouri, w hrabstwie Morgan.